# Улица Победы (Екатеринбург)
У́лица Побе́ды — магистральная улица в жилом районе (микрорайоне) «Уралмаш» Орджоникидзевского административного района Екатеринбурга.

## Расположение и благоустройство
Улица проходит с юго-востока на северо-запад между улицами Уральских Рабочих и улицей Избирателей. Начинается от пересечения с проспектом Космонавтов и заканчивается у улицы Молодёжи. Пересекается с улицами Ильича, Индустрии, 40-летия Октября, Ломоносова, Бакинских Комиссаров и Народного Фронта. Слева на улицу выходит улица Стахановская, справа примыканий к улице нет. Протяжённость улицы составляет около 2650 метров. Ширина проезжей части — около 20 м (три полосы движения в северо-западном и две полосы в юго-восточном направлении). Посередине улицы проложены трамвайные пути. К западу от улицы Бакинских Комиссаров ширина проезжей части сужается до двух полос.
На протяжении улицы имеется пять светофоров, нерегулируемых пешеходных переходов нет. С обеих сторон улица оборудована тротуарами (кроме участка к западу от улицы Бакинских Комиссаров).

## История
Возникновение улицы связано с формированием и развитием соцгородка «Уралмашзавода» в 1930-х годах. Улица показана застроенной на плане 1932 года, где она уже носит собственное название, поэтому не имеет никакого отношения к победе в Великой Отечественной войне, как можно подумать. Улица получила название в связи с «индустриальной победой» — пуском в эксплуатацию Уралмашзавода в 1933 году.
В это время на улице по нечётной стороне были застроены кварталы от улицы Молотова (40-летия Октября) до Ильича. На городских планах 1939 и 1947 годов показана застройка улицы к западу от Бакинских Комиссаров (частный сектор). На чётной стороне располагались коллективные сады Уралмаша. В 1949 сданы дома № 53-59. В 1963-68 многочисленные 5-этажные дома в «хрущёвском стиле».
В 1964 году была проложена трамвайная линия. В 1974 году был сдан дом № 94 с рестораном «Пльзень». В 1975 и 1979 годах были сданы два 14-этажных блочных дома (№ 34 и 40/1), в 1986 году на улицу был перенесён рынок соцгорода. К 1989 году вместо снесённых старых жилых домов были возведены 12-16-этажные дома № 31, 37 и 51 (1989—1993).
- Вид с высоты на северо-запад
- Вид на чётную сторону — дома № 10, 12, 14а
- Вид на нечётную сторону — дома № 55, 53
- Перекрёсток с проспектом Космонавтов
- Перекрёсток с улицей Ильича
- Дом № 31
- ТЦ «Victory Mall»
- Рынок «Уралмашевский»

## Транспорт

### Наземный общественный транспорт
Улица является важной городской транспортной магистралью, связывающей «Уралмаш» с жилым районом «Эльмаш». По улице осуществляется трамвайное движение, ходят маршрутные такси.

### Ближайшие станции метро
В 600 метрах к югу от начала улицы находится станция 1-й линии Екатеринбургского метрополитена  «Уралмаш», а в 700 м к северо-востоку от перекрёстка Победы-Ильича находится станция той же линии  «Проспект Космонавтов». К концу улицы линий метрополитена проводить не запланировано.